# Тудора (Румунія)
Тудора (рум. Tudora) — комуна у повіті Ботошані в Румунії. До складу комуни входить єдине село Тудора.
Комуна розташована на відстані 343 км на північ від Бухареста, 26 км на південь від Ботошань, 81 км на північний захід від Ясс.

## Населення
За даними перепису населення 2002 року у комуні проживали 5172 особи, усі — румуни. Усі жителі комуни рідною мовою назвали румунську.
Склад населення комуни за віросповіданням:
| Релігія       | Кількість осіб | Відсоток |
| ------------- | -------------- | -------- |
| православні   | 5126           | 99,1%    |
| п'ятдесятники | 45             | 0,9%     |
| бретрени      | 1              | < 0,1%   |

## Зовнішні посилання
- Дані про комуну Тудора на сайті Ghidul Primăriilor [Архівовано 15 вересня 2008 у Wayback Machine.]